# Доленя Вас (Рибниця)
Доленя Вас (словен. Dolenja vas) — поселення в общині Рибниця, регіон Південно-Східна Словенія, Словенія.
Місцевість колись була відоме гончарним мистецтвом , це ремесло зберігається сьогодні, виготовляючи сувеніри.